# Sarcohyla cembra
Espèce
Statut de conservation UICN

 CR A2ce : 
En danger critique
Synonymes
- Hyla cembra Caldwell, 1974
- Plectrohyla cembra Faivovich, Haddad, Garcia, Frost, Campbell, and Wheeler, 2005

Sarcohyla cembra est une espèce d'amphibiens de la famille des Hylidae.

## Répartition
Cette espèce est endémique de l'État d'Oaxaca au Mexique. Elle se rencontre entre 2 160 et 2 850 m d'altitude dans la Sierra Madre del Sur,.

## Publication originale
- Caldwell, 1974 : A re-evaluation of the Hyla bistincta species group, with descriptions of three new species (Anura: Hylidae). Occasional Papers of the Museum of Natural History, University of Kansas, no 28, p. 1-37 (texte intégral)